# Якунин, Вадим Сергеевич
Вадим Сергеевич Якунин (род. 1963, Ростов, Ярославская область) — российский предприниматель, председатель совета директоров и основной владелец фармацевтической компании «Протек».

## Биография
Родился 5 января 1963 года в городе Ростов Ярославской области. Окончил факультет физической и квантовой электроники МФТИ в 1986 году, в 1989 защитил учёную степень кандидата технических наук, работал в научно-производственном объединении средств вычислительной техники.
В 1990 году вместе с товарищем по Физтеху Григором Хачатуровым основал ЗАО «Центр внедрений Протек», основным владельцем и главой которого является до сих пор.

## Семья
Женат, трое детей. Сестра Юлия является директором по экономике и входит в совет директоров «Протек».

## Награды
- Знак отличия «За благодеяние» (2014)[4];
- Орден преподобного Сергия Радонежского I степени;
- Орден святого благоверного князя Даниила Московского I степени;
- Орден святого благоверного князя Даниила Московского II степени;
- Орден святого благоверного князя Даниила Московского III степени.